# چهارمین دالایی لاما
یونتن جیاتسو (انگلیسی: Yonten Gyatso؛ زاده ۱۵۸۹ - درگذشته ۱۶۱۷) چهارمین دالایی لاما بود.
وی از سال ۱۶۰۱ تا ۱۶۱۷ به‌عنوان دالایی لاما رهبر بوداییان تبت شناخته می‌شده‌است. 